# Boerenwormkruid
Boerenwormkruid (Tanacetum vulgare, synoniem: Chrysanthemum vulgare) is een overblijvende plant uit de composietenfamilie. In het grootste deel van Europa en het noordelijke deel van Azië komt boerenwormkruid op veel plaatsen van nature voor. De bloeiwijze van boerenwormkruid lijkt op die van duinkruiskruid (Jacobaea vulgaris subsp. dunensis), dat eveneens geen straalbloempjes heeft. De bloeiwijze van jakobskruiskruid (Jacobaea vulgaris subsp. vulgaris), is te onderscheiden dankzij diens gele krans van straalbloempjes. Het onderscheid op basis van de bladeren van boerenwormkruid is minder verwarrend. De bladeren van boerenwormkruid verschillen duidelijk van beide genoemde kruiskruiden, die overigens net als boerenwormkruid veelvoorkomende plantsoorten zijn in den lande, ongeacht het prefix 'duin' in de naam duinkruiskruid.

## Naamgeving
De botanische naam Tanacetum is vermoedelijk afgeleid van het Oudgriekse woord 'athanasia' dat 'onsterfelijk' betekent. Het heeft deze naam waarschijnlijk te danken aan het feit dat de bloemen niet makkelijk verwelken en lang hun gele kleur behouden, maar het kan ook duiden op een soort levensdrank die ervan gemaakt werd. Ook werd boerenwormkruid gebruikt voor het conserveren van lichamen. De soortaanduiding vulgare betekent 'algemeen voorkomend'.
Volksnamen zijn reinvaren, wormkruid en wormzaad.

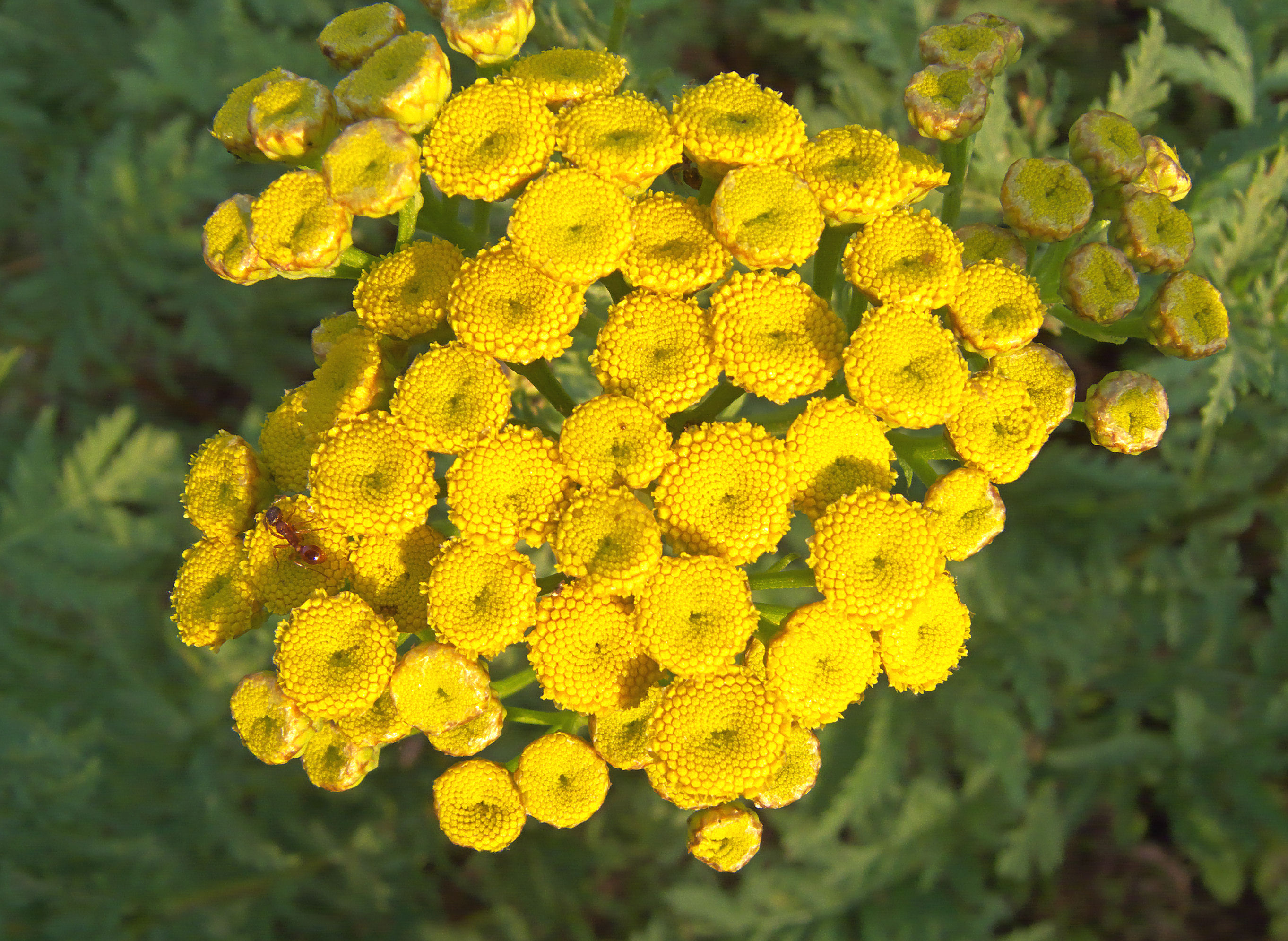
Bloemhoofdjes

## Botanischebeschrijving
Het is een vaste plant. De plant heeft een kantige donkerbruin gekleurde stengel en kan 60–120 cm lang worden en bloeit met platte schermen, die uit tientallen bloemhoofdjes (met alleen buisbloemen) bestaan. Ze staan in schijnschermen zeer dicht opeen en geven het scherm de stevigheid als van een kussentje.
De hoofdbloei valt in de periode juni tot en met augustus en de nabloei kan tot aan de herfst aanhouden. De bladeren zijn afgebroken geveerd met naar de top van het blad veerdelig en de blaadjes veerspletig en bezet met klierharen. Deze klierharen zijn verantwoordelijk voor de wat sterke kamferachtige geur, die zich bij aanraking verspreidt. Omdat de olie die uit de plant kan worden gewonnen bij hogere doseringen giftig is, is het in de Verenigde Staten verboden om de plant te verkopen. Boerenwormkruid wordt tot de kompasplanten gerekend, omdat de bladeren in het volle zonlicht zich ongeveer plat op het zuiden richten.
De vrucht is een 2 mm lang nootje.

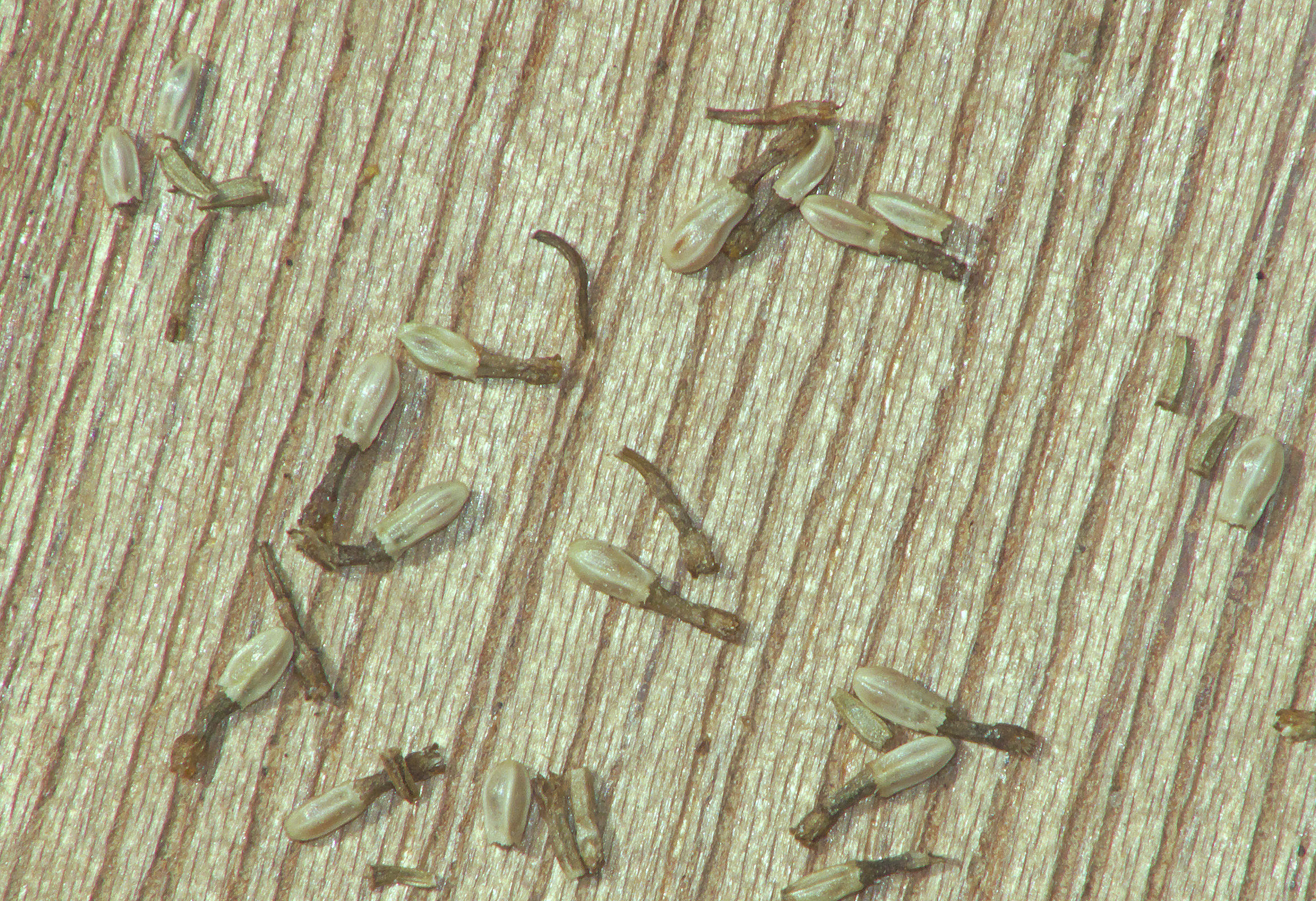
Nootjes
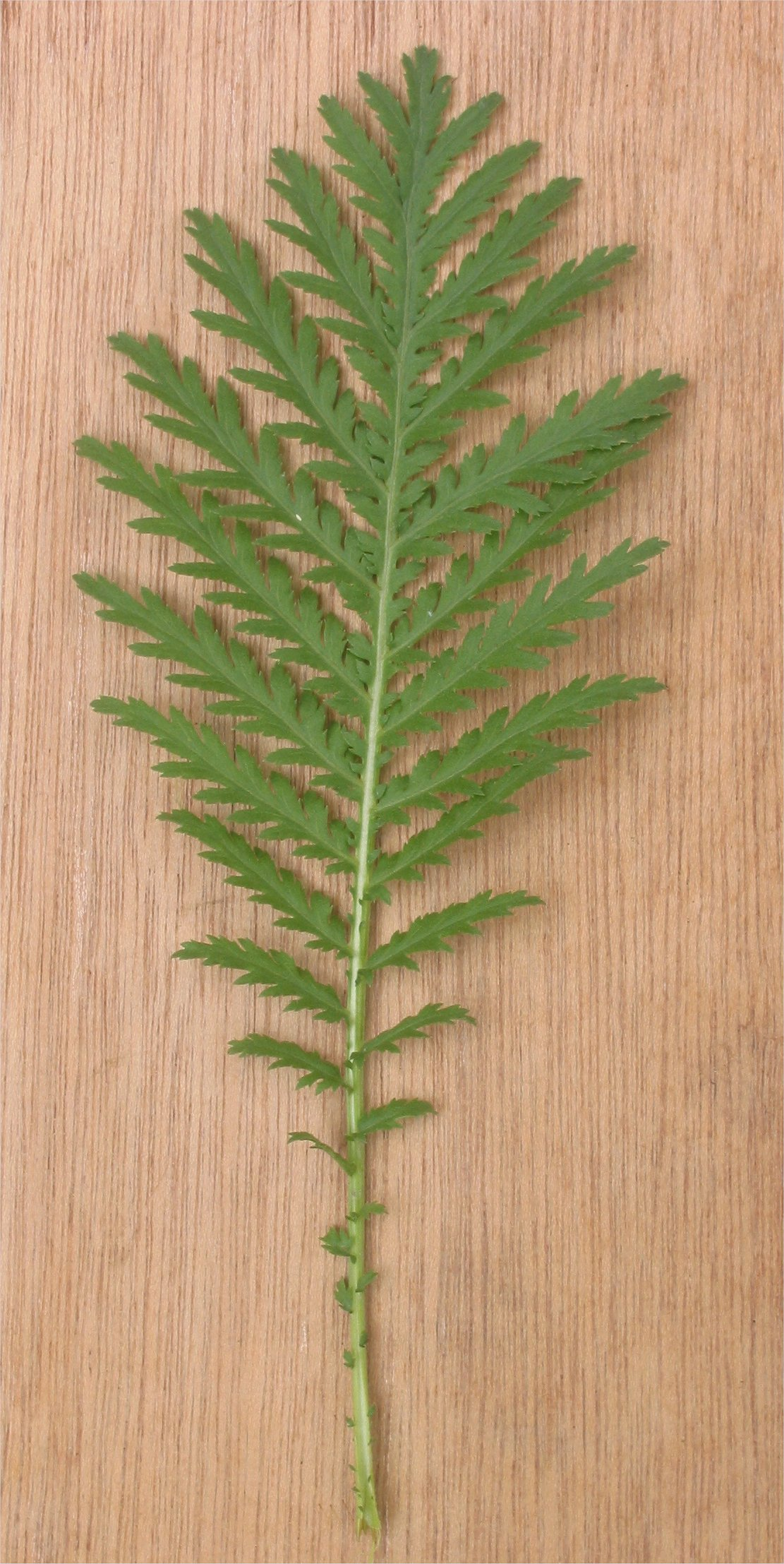
Boerenwormkruid blad

## Ecologie
De plant komt veel voor op ruderale terreinen met droge zandige grond en langs wegen.
Op boerenwormkruid komen spanrupsen (bijvoorbeeld smaragdspanner, Thetidia smaragdaria) en rupsen van uiltjes voor. Ook voor de microvlinders Coleophora tanaceti, Coleophora trochilella, Depressaria emeritella, Dichrorampha flavidorsana, Dichrorampha petiverella, Gillmeria ochrodactyla, Isophrictis striatella en de boerenwormkruidblindwants is het de waardplant.
De solitaire bijen Colletes daviesanus, grasbij, Halictus quadricinus, koolzwarte zandbij, pluimvoetbij en tronkenbij vliegen op deze plant.
De gewone boerenwormkruidgalmug (Rhopalomyia tanaceticola) veroorzaakt gallen in de bloemhoofdjes.

## Gebruik
In de kruidengeneeskunde vindt een boerenwormkruidlotion toepassing bij schurft. Wat boerenwormkruid in de schoenen geplaatst zou helpen tegen chronische koorts. Het wordt verder gebruikt tegen onder andere artritis en verkoudheid.
In de plant komt het giftige thujon voor dat wormafdrijvend is, vooral van spoel- en lintwormen. Ook was het kruid in gebruik om een abortus op te wekken. Hoge doses veroorzaken duizeligheid, krampen, buikpijn en kunnen dodelijk zijn.
Het kruid werd vroeger gebruikt tegen overlast gevende plaagdieren zoals muggen, mieren, vlooien en wormen. Het werd onder andere bij keukendeuren geplant, in slaapkamers in tuiltjes gehangen (tegen vliegen en muggen) of in kippenhokken gehangen (tegen bloedluis).
In kleine hoeveelheden wordt boerenwormkruid vermengd in groenkoeken of ovenkoeken en gebruikt om de smaak van eieren te verbeteren. In West-Vlaanderen wordt deze plant dan ook "pannekoekekrût" genoemd.

## Inhoudsstoffen
- Etherische olie (met daarin het giftige thujon, verder triticine, irisine en graminine)
- Bitterstoffen (tanacetine I en II)
- Flavonglycosiden
- Melksuiker
- Carotenoïden
- Tanninen
- Terpenoïden
- Sesquiterpenen

## Afweerkruid
De plant wordt gerekend tot de zogenaamde afweerkruiden. Volgens sommige soorten volksgeloof zou het afweer bieden tegen hekserij, spoken en onweer.

## Mythe
Volgens de Griekse mythe werd het kruid gebruikt om Ganymedes onsterfelijk te maken, nadat Zeus een oogje op hem had laten vallen. Op de berg Olympus werd hij vervolgens de waterdrager voor de goden (Aquarius) en de minnaar van Zeus.

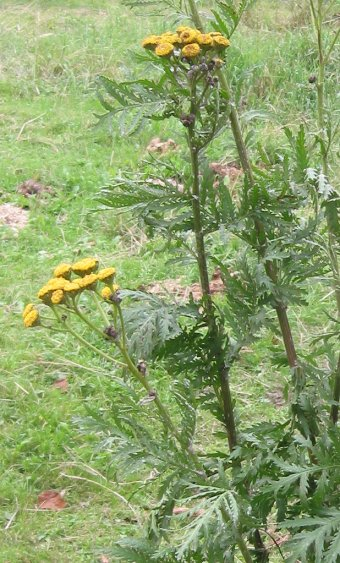
Boerenwormkruid in weiland
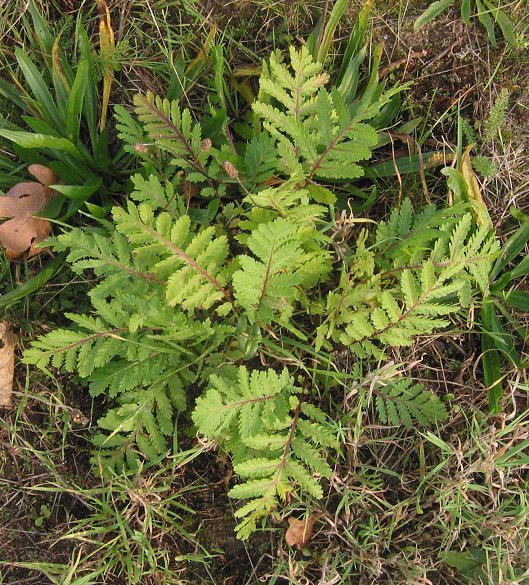